# Angler
Angler är ett forngermanskt folknamn, som sannolikt leder sitt ursprung från ordet "angul" med betydelsen "trång långsmal havsvik" och sålunda kan ha uppkommit på mer än ett ställe. De angler som erövrade en stor del av Britannien, kom enligt munken Beda från det land, som kallades Angul (latin Angulus) och låg mellan jutarna och sachsarna. Detta landsnamn Angul, yngre Angel, var ursprungligen namnet på den långsmala havsvik, som nu heter Schlei, och blev sedan namnet på det därinvid liggande området Angeln. 
Tacitus berättar, att "anglii" jämte sex andra folk (bland dem "varini") tillhörande den stora svebiska stammen hade på en ö i oceanen en gemensam helgedom, vigd åt gudinnan Nerthus. De nämnda sex folken förefaller då ha haft sina bostäder vid nedersta Elbe och i Mecklenburg. Under folkvandringen undanträngdes de av antågande slaviska stammar och uppgick sannolikt med tiden i ett eller flera av de stora folkförbunden.

## Erövringen av Britannien
På 400-talet invaderades Britannien av angler, saxare, jutar, friser och franker. De kom härvid att besegra de keltiska britterna i nuvarande England. Saxarna var där den dominerande folkgruppen från och med slutet av 700-talet fram till normandernas invasion 1066. De hade då blivit ett enhetligt folkförbund och kallades gemensamt för anglo-saxare, fast det område som idag utgör England var uppdelat i småriken. Landet East Anglia har namn efter detta folk som även grundade det senare så mäktiga Mercia. Språket man talade benämndes Englisc (English) härstammande från Angles (Engle). 